# چرای بی‌رویه

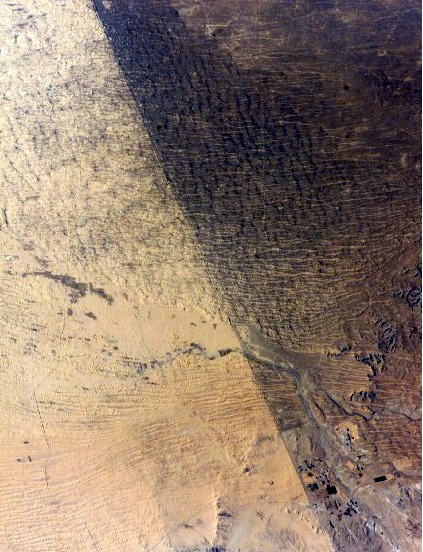
تصویر ماهواره‌ای مرز اسرائیل و مصر. بخش مصری در سمت چپ تصویر دچار چرای بی‌رویه است.

چِرایِ بی‌رَویه یا چرای مُفرَط به حالتی گفته می‌شود که پوشش گیاهی برای دوره‌های طولانی یا بدون زمان لازم جهت بازیابی در معرض چرای شدید باشد. این وضعیت هم می‌تواند بر اثر چرای دام در مناطق دارای مدیریت کشاورزی ضعیف و هم در امانگاه‌های شکار (محلی که فقط در برابر شکار کردن محافظت می‌شود) و ذخیره‌گاه‌های طبیعی روی دهد. چرای مفرط همچنین می‌تواند ناشی از دسته‌های ثابت و بدون مهاجرت گونه‌های محلی و گونه‌های غیرمحلی حیات وحش باشد.
چرای بی‌رویه باعث کاهش توان تولید و تنوع زیستی خاک شده و یکی از عوامل بیابان‌زایی و فرسایش است. همچنین چرای مفرط به عنوان یکی از عوامل گسترش گونه‌های مهاجم و گونه‌های غیربومی و علف‌های هرز نیز محسوب می‌شود. تخریب اراضی، آثار ناشی از کشاورزی و کاهش تولید زیست‌توده در اکوسیستم به‌طور مستقیم در تغییر اقلیم نقش دارد.
چرای بی‌رویه با اقداماتی مانند انتقال حیوانات چرنده به گله‌های بزرگ به منظور فراهم‌کردن زمان بازیابی پوشش گیاهی بین دوره‌های چرا قابل کاهش یا پیشگیری است. برنامه‌های موفقیت‌آمیز برنامه‌ریزی چرا در دشت‌های بزرگ آمریکا یا جابه‌جایی کل یالدار در گرم‌دشت‌های آفریقا اجرا شده‌است.

## منابع

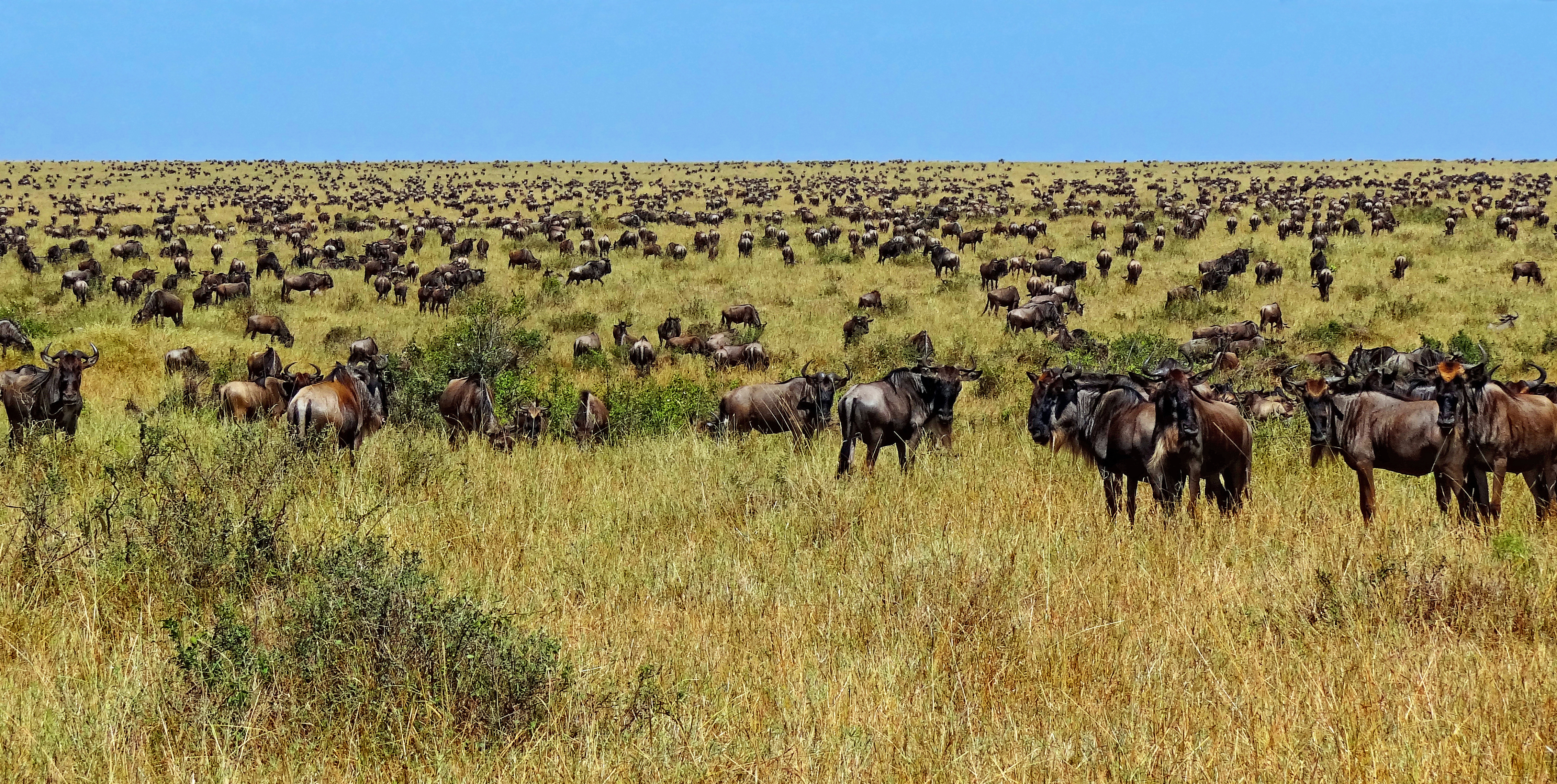
گله بسیار بزرگ کل یالدار هنگام مهاجرت بزرگ سالانه ، در ماسایی مارا با این وجود چشم انداز دچار چرای بیش از حد نشده است.